# Kestads kyrka
Kestads kyrka är en kyrkobyggnad som sedan 2002 tillhör Kinnekulle församling (tidigare Kestads församling) i Skara stift. Den ligger i ett odlat slättlandskap i kyrkbyn Kestad i Götene kommun.

## Kyrkobyggnaden
Kyrkan utgörs av ett rektangulärt långhus, ett lägre och smalare rakslutet kor, en sakristia i norr och ett vapenhus i väster. Taken är täckta med tegel och på långhusets tak finns en takryttare. Murarna består av skalmurar av tuktad sandsten.
Kestads kyrka brukar dateras till slutet av 1100-talet. Dock har en dendrokronologisk undersökning av ekstocken i det södra remstycket daterat den till år 1131. Ursprungligen hade kyrkan förmodligen ett plant trätak, vilket kan konstateras eftersom västgaveln inte är putsad invändigt ovanför långväggarnas höjd. Förmodligen har taket brunnit eftersom man fann brandlager och rester av brunnet trä vid en arkeologisk utgrävning 1936. Senare under medeltiden, förmodligen på 1400-talet, har kyrkan försetts med ribblösa kryssvalv. Murarna är höjda i samband med valvslagningen. Ursprungligen fanns det två ingångar. Huvudingången gick genom en romansk portal i sydmurens västra del. Under sen medeltid uppfördes ett vapenhus vid sydväggen och då byggdes förmodligen även en sakristia i norr.
I slutet av 1600-talet eller i början av 1700-talet byggdes en läktare. Den består av vad som förmodligen är återanvänt virke från en klockstapel. Klockstapeln ersattes av en takryttare som revs 1888. På 1760-talet gjordes en omfattande ombyggnad då mycket av den medeltida prägeln försvann. Det medeltida koret, och sakristian om det fanns en sådan, revs och istället byggdes ett nytt kor med samma bredd som långhuset och som hade en tresidig avslutning. Det innebar att kyrkan blev nästan dubbelt så stor. En ny sakristia tillkom på 1780-talet. På 1790-talet tog man upp fönster i nordväggen och förstorade dem i sydväggen så att alla fönster fick samma utseende som de i den nybyggda delen.
I mitten av 1800-talet byggdes det en ny kyrka i grannsocknen Österplana och då inbjöds Kestadsborna att göra gemensam sak. Till en början avböjde man, men då man inte hade råd att bygga en egen ny kyrka och då den gamla kyrkan hade omfattande problem på grund av att 1700-talsdelen var så dåligt byggd att den behövde omfattande reparationer, gick man med på att bygga en gemensam kyrka för hela pastoratet. Man väntade dock i över tio år, till 1888, med att riva Kestads kyrka och när man gjorde det bestämde man sig för att behålla långhuset, medan koret, sakristia och vapenhus revs, och använda det som samlingslokal. Sydportalen sattes igen och istället återupptogs och vidgades porten i väst, som var igenmurad sedan tidigare.
1915 bestämde man att rusta upp byggnaden och åter ta den i bruk som kyrka. 1920 byggdes ett nytt vapenhus i väster. På 1960-talet restaurerades kyrkan med målet att den skulle återfå sin medeltida karaktär och sina proportioner. Koret rekonstruerades då på den medeltida grunden och det byggdes även en ny sakristia i norr. Man beslöt även att ta bort den utvändiga putsningen som tillkommit under 1700-talet.

## Kalkmålningarna
Väggarna och valven i Kestads kyrka är täckta med kalkmålningar från 1630- eller 1640-talen. Det är dekorativa målningar av grotesktyp utförda i en stil som kallats äldre läcköskolan, eftersom målningar i samma stil målades på Läckö slott på uppdrag av Jakob de la Gardie. Målningarna utgörs av akantusrankor i gult och grönt med svarta konturer. Bland rankorna finns änglahuvuden och maskaroner. Maskaronerna i Kestad är unika som del av utsmyckning i en kyrka, men var vanliga i slottsmiljöer under renässans och barock. Målningarna överkalkades 1796, men togs åter fram 1914. Målningar är delvis skadade på grund av fönstrens utvidgningar. 

## Inredning och inventarier
- Altaruppsatsen i barockstil består av en oljemålning med motivet Ecce homo och trädelar av altaruppsatsen som numera är lösa och monterade på väggen runt målningen.
- I triumfbågen mellan kor och långhus finns en medeltida kalvariegrupp. Träskulpturerna föreställande Maria och Johannes är placerade på sidorna om ett triumfkrucifix. Maria och Johannes är skulpterade i lind i en senromansk stil och dateras till kring år 1200, krucifixet är tillverkat betydligt senare.[4]
- Predikstolen i renässansstil är tillverkad 1691.
- Den romanska dopfunten är cylindrisk och utsmyckad med figurer.[5] Den är daterad till tiden före mitten av 1100-talet och är därmed förmodligen äldre än kyrkan. [6]

### Klockor
Kyrkan har två medeltida klockor.
- Storklockan är av en vanlig senmedeltida typ utan inskrifter.
- Lillklockan är betydligt äldre, men saknar också den inskrifter.

## Bilder

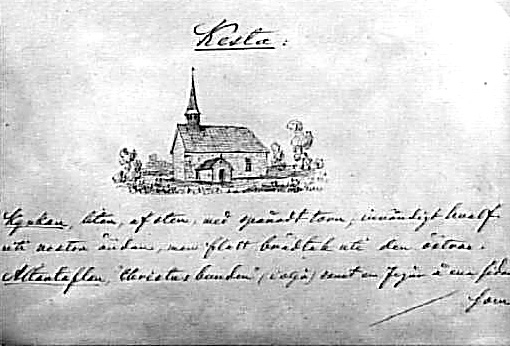
Kyrkan tecknad av P.A. Säve 1863
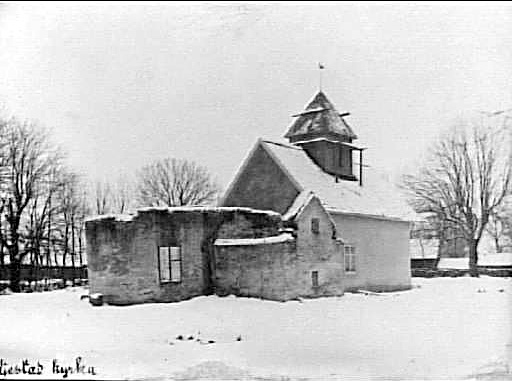
Kyrkan under rivningen
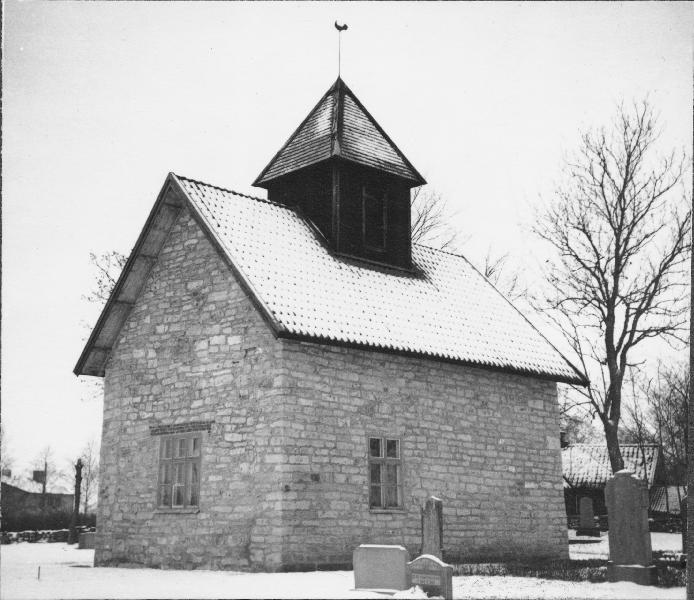
Kyrkan före restaureringen
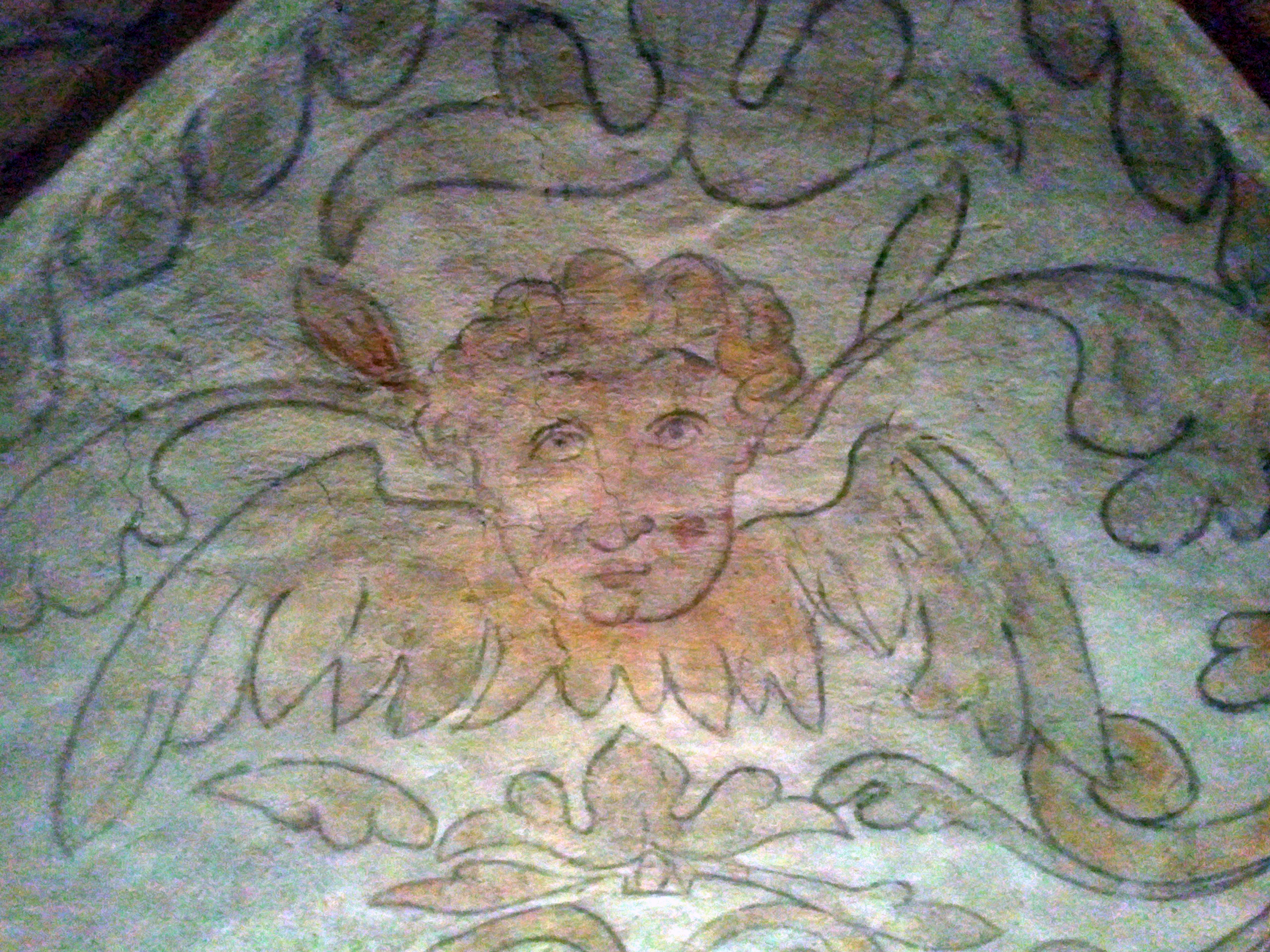
Änglahuvud i valvet i Kestads kyrka
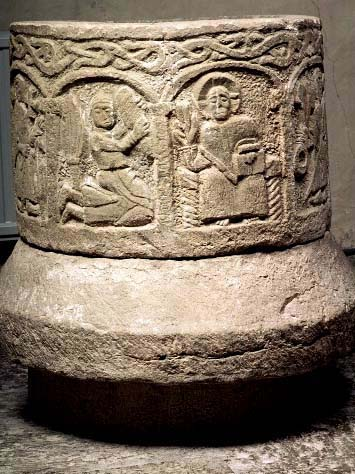
Dopfunten
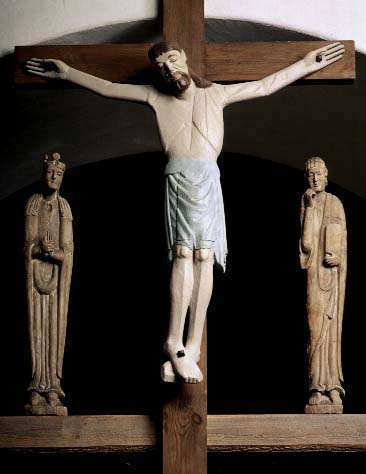
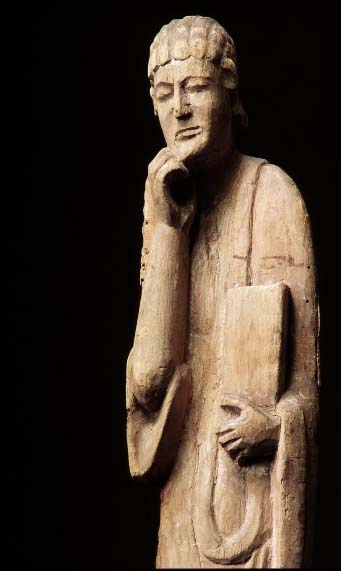
Johannes
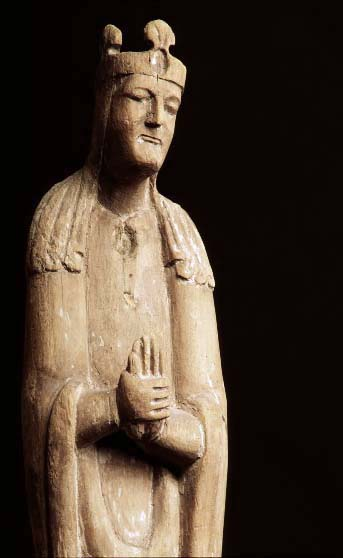
Maria